# Christopher Brennan
 (juin 2019).
Si vous disposez d'ouvrages ou d'articles de référence ou si vous connaissez des sites web de qualité traitant du thème abordé ici, merci de compléter l'article en donnant les références utiles à sa vérifiabilité et en les liant à la section « Notes et références ».
Pour les articles homonymes, voir Brennan.
Christopher John Brennan, né le 1er novembre 1870 à Sydney où il est mort le 5 octobre 1932, est un poète australien,.
Il fait ses études au Saint Ignatius College, Riverview, à l'Université de Sydney et à l'Université de Berlin. Il suivra l'exemple des symbolistes français,.

## Poésie
- The Wanderer, 1902
- A Chant of Doom, and Other Verses, 1918